# Octon
Octon är en kommun i departementet Hérault i regionen Occitanien i södra Frankrike. Kommunen ligger i kantonen Lunas som tillhör arrondissementet Lodève. År 2022 hade Octon 520 invånare.

## Befolkningsutveckling
Antalet invånare i kommunen Octon
Referens:INSEE